# 杀鼠迷
杀鼠迷（英語：Coumatetralyl）是一种4-羟基香豆素类维生素K拮抗药，分子式為C19H16O3，能作为灭鼠剂使用。